# OpenCms
OpenCms je open-source content management system založený na Javě a XML. Je distribuován společností Alkacon Software pod licencí LGPL. Jedná se o jednu z nejmocnějších CMS s řadou pokročilých funkcí. Historie OpenCms sahá do roku 1999, kdy byl uvolněn předchůdce MhtCms, který však nebyl šířen jako open-source. První open-source verze byla uvolněna na veletrhu CeBIT v roce 2000. OpenCms pro svou funkčnost potřebuje webový server jako například Apache Tomcat.